# Temelucha nigerrima
Temelucha nigerrima é uma espécie de insetos himenópteros, mais especificamente de vespas pertencente à família Ichneumonidae.
A autoridade científica da espécie é Horstmann & Yu, tendo sido descrita no ano de 1999.
Trata-se de uma espécie presente no território português.